# محمد مصطفى نجم
محمد مصطفى محمد نجم (15 مارس 1960 في غزة – ) أستاذ جامعي فلسطيني، يشغل منذ مارس 2024 منصب وزير وزارة الأوقاف والشؤون الدينية ضمن حكومة محمد مصطفى.

## حياته
حصل على الإجازة في الدعوة وأصول الدين من الجامعة الإسلامية في المدينة المنورة.
حصل على شهادتي الماجستير والدكتوراه في الدراسات الإسلامية تخصص الحديث الشريف وعلومه من جامعة الخرطوم في السودان.
منحته جامعة الأزهر في غزة درجة الأستاذية في الحديث الشريف وعلومه.
في مارس 2024، اختاره محمد مصطفى لشغل حقيبة في الحكومة الفلسطينية التاسعة عشرة.
في 28 مارس 2024، اعتمد الرئيس محمود عباس التشكيلة الوزارية للحكومة الفلسطينية التاسعة عشرة التي يرأسها محمد مصطفى ومنحها الثقة. وفي 31 مارس 2024، أدى نجم اليمين القانونية وزيرًا لوزارة الأوقاف والشؤون الدينية في مقر الرئاسة الفلسطينية بمدينة البيرة.